# Jessore
Jessore este un oraș din Bangladesh.